# Olga Lowe
Pour les articles homonymes, voir Lowe.
Olga Lowe, née le 14 septembre 1919 à Durban et morte le 2 septembre 2013 au Royaume-Uni (à 93 ans), est une actrice britannique, originaire d'Afrique du Sud.

## Biographie
Fille d'une famille juive originaire de Russie du côté de son père, Olga Lowe naît en Afrique du Sud à Durban. Son père, chef d'orchestre, mène l'Orchestre symphonique de Johannesbourg. 
À l'adolescence, Olga suit des cours de danse et soutient qu'elle fut l'élève de Carmen Miranda, lors d'un voyage au Brésil à l'âge de 17 ans. Par la suite, elle rejoint la troupe des Folies Bergère à Paris, qu'elle accompagne en tournée en Amérique du Nord. Elle quitte son pays natal pour l'Angleterre et s'installe à Londres en 1935.
En 1940, elle est auditionnée pour Hoopla, un spectacle de charité pour lequel elle est entraînée aux claquettes par Sid James, un ami d'enfance. En 1942, alors qu'elle regagne l'Afrique du Sud, au cœur de la Seconde Guerre mondiale, le navire City of New York sur lequel elle naviguait est torpillé par un sous-marin allemand.
Olga Lowe rentre alors en Angleterre à la fin du conflit et se produit dans de nombreuses comédies musicales, notamment au London Palladium. Elle fait ses débuts au cinéma en décrochant son premier rôle dans Trottie True en 1949, apparition toutefois non créditée. Ses principaux rôles sont dans EastEnders, Quand les aigles attaquent (1968), Carry On Abroad (1972), Steptoe and Son Ride Again (1973) et The Riddle of the Sands (1979).
Elle se marie une première fois avec John Tore, décédé en 1959, puis une deuxième fois avec Peter Todd, de 1959 à 1962, date de leur divorce. Son troisième mari est l'acteur Keith Morris qu'elle épouse en 1970.

## Filmographie

### Cinéma
- 1949 : Another Case of Poisoning : serveuse
- 1950 : Secrets d'état : Baba 'Robinson'
- 1951 : Hôtel Sahara : Fatima (non crédité)
- 1952 : Stop the Merry-Go-Round
- 1952 : Je ne suis pas une héroïne : Florine
- 1955 : Oh ! Rosalinda ! : Lady
- 1968 : Quand les aigles attaquent : Lieutenant  Anne-Marie Kernitser (non crédité)
- 1972 : Carry on Abroad : Madame Fifi
- 1973 : Steptoe and Son Ride Again : l'épouse de Percy
- 1973 : Les Décimales du futur : Hari (non crédité)
- 1979 : Le Mystère des Sables : Frau Dollmann
- 1980 : Nijinsky : Signora Cecchetti
- 1996 : Cous-cous : Rebecca

### Télévision
- 1957: ITV Play of the Week (série télévisée) : Miss Crewe (épisode Boy Meets Girl)
- 1959 : The Third Man (série télévisée) : Muriel (épisode Death in Small Installments)
- 1960 : Hotel Imperial  (série télévisée) : Mrs. Karolides (épisode The Rivals in the Rockingham Suite)
- 1960 : Détective international (série télévisée) : Madame Lavandou (épisode The Dimitrios Case)
- 1960 : Arthur's Treasured Volumes (série télévisée) : Mrs. Fortescue (épisode A Blow in Anger)
- 1958 - 1961 : Armchair Theatre (série télévisée) : Miss Barclay/Birdy/Sylvia Ponterosso (épisodes The Big Deal, The Last Tycoon et Trial by Candlelight)
- 1961 : Chapeau melon et bottes de cuir (série télévisée) : Olive Beronne (épisode Ashes of Roses)
- 1964 : Crane  (série télévisée) : Femme (épisode Gypsy's Warning)
- 1969 : The Doctors (série télévisée)
- 1970 : Mon ami le fantôme (série télévisée) : Angela Kendon (épisode Money to Burn)
- 1971 : Amicalement vôtre... (série télévisée) : agent de la circulation (épisode The Time and the Place)
- 1975 : Don't drink the Water (série télévisée) : Maria (épisodes The Neighbours , A Helping Hand et The Romance)
- 1975 : Play for Today (série télévisée) : Serveuse (épisode Rumpole of the Bailey)
- 1978 : Le Retour du Saint : Concierge (épisode The Nightmare Man)
- 1978 : The Clifton House Mystery (série télévisée) : Myrna Spangler
- 1982 : The Gentle Touch (série télévisée) : détective du supermarché (épisode Tough Mrs. Rudge)
- 1991 : Perfect Scoundrels (série télévisée) : Mrs. Illingworth (épisode No Thanks for the Memory)
- 1994 : Eastenders (série télévisée) : Doreen Ellis (épisode du 29 novembre 1994)
- 1995 : Hercule Poirot : Stella (épisode Hercule Poirot's Christmas)